# 浜松市天竜地域自治センター
浜松市天竜地域自治センター（はままつしてんりゅうちいきじちセンター）は、かつて静岡県浜松市天竜区二俣町にあった浜松市の天竜地区を管轄する行政機関｡ 
後継の浜松市二俣協働センター（はままつしふたまたきょうどうセンター）は、静岡県浜松市天竜区二俣町二俣にある、浜松市の天竜地区の地域や住民サービスのための行政機関である｡

## 概要

### 沿革
- 2005年（平成17年）7月1日 - 浜松市が天竜総合事務所を旧天竜市の市役所庁舎内に開設。
- 2007年（平成19年）4月1日 - 浜松市が政令指定都市に移行。旧市役所庁舎に天竜区の区役所を設置。天竜総合事務所のうち、地域自治区関係や住民サービスのための業務を天竜地域自治センターに移行。天竜区役所・天竜地域自治センターは同一の庁舎内に。
- 2008年（平成20年）11月からアスベスト対策のため、区役所及び地域自治センターは周辺の公共施設に一時移転。
- 2012年（平成24年）4月1日 - 地域自治区廃止[1]。二俣協働センターに改組し、二俣公民館内に移転。なお、地域の振興などの課題は、天竜区協議会が扱うことになった。
- 2013年（平成25年）4月1日 - 二俣公民館を統合[2]。

### 天竜地域自治センター時代の機関
- 地域振興課

### 天竜総合事務所時代の機関
- 天竜ごみ処理場
- 天竜保健福祉センター
- 浜松市保健所天竜支所
- 天竜壬生ホール
- 天竜教育センター

いずれも天竜区に引き継がれている。

## 備考
- 2013年4月に東区 (現・中央区) 薬新町に「天竜協働センター」が設置されたが、これは天竜公民館と天竜地域サービスセンターが合併した発足したものである。

## 交通機関
- 遠州鉄道西鹿島線
- 天竜浜名湖鉄道
- 遠鉄バス